# محمد أحمد الحارثي
محمد أحمد عبد الله الحارثي (1962 - 27 مايو 2018) شاعر وكاتب عماني. ولد في المضيرب. حصل على إجازة في الجيولوجيا وعلوم البحار من جامعة قطر سنة 1986. عمل في مركز العلوم البحريّة والسمكيّة متنقّلًا بين المغرب وعُمان. نشر شعره أولًا في بعض الدوريّات العربية مثل الكرمل ومواقف. له دواوين شعرية عديدة ويعد رائداً في أدب الرحلات بعمان.

## سيرته
ولد محمد أحمد عبد الله الحارثي سنة 1962 م/ 1381 هـ في المضيرب. حصل على بكالوريوس جيولوجيا وعلوم بحار من جامعة قطر سنة 1986. 

عمل في مركز العلوم البحرية والسمكية من 1987 حتى 1990، ونقل بين المغرب وعمان.

اهتم إلى جانب الشعر بكتابة المقال الأدبي، وكتب الشعر العمودي وقصيدة النثر ونشر أدبه أولًا في الدوريات العربية مثل الكرمل ومواقف. 

توفي الحارثي في فجر يوم 27 مايو 2018/ 13 رمضان 1439 بعد صراع مع المرض عن عمر ناهز ستةً وخمسين عاما في مسقط. 

## جوائزه
- 2003: جائزة ابن بطوطة لأدب الرحلة في دورتها الأولى.[3]
- 2014: جائزة الإنجاز الثقافي البارز في سلطنة عمان.[3]

## مؤلفاته
من دواوينه الشعرية
- عيون طوال النهار، 1992
- كل ليلة وضحاها، 1994
- أبعد من زنجبار، 1997
- فسيفساء حواء،
- لعبة لا تُمل،
- عودة للكتابة بقلم رصاص

من كتبه :
- تنقيح المخطوطة، رواية، 2013
- ورشة الماضي، مجموعة مقالات، 2013
- حياتي قصيدة وددتُ لو أكتبها
- قارب الكلمات يرسو، مختارات من بعض قصائده الشعرية
- الآثار الشعرية لأبي مسلم البهلاني، تحقيق
- محيط كتفندو، رحلات في الهيمالايا